# Hermann Hofmann (Politiker)

Hermann Hofmann

Hermann Hofmann (* 9. September 1880 in Ommersheim; † 30. Mai 1941 ebenda) war ein deutscher Lehrer und Politiker (Zentrum).

## Leben
Nach dem Besuch der Volksschule in Ommersheim absolvierte Hofmann, der römisch-katholischen Glaubens war, von 1893 bis 1896 die Präparandenschule in Blieskastel und anschließend zwei Jahre die Lehrerbildungsanstalt in Speyer. Nach ersten Tätigkeiten in Klingenmünster, Speyer und Pirmasens wurde er 1904 zum planmäßigen Lehrer in Ludwigshafen am Rhein ernannt. Dort wurde er 1915 Oberlehrer an der Rheinschule. Während des Ersten Weltkrieges war er Mitglied der örtlichen Lebensmittelversorgungskommission. 1933 erfolgte die Entlassung aus dem Schuldienst. Von 1934 bis zu seinem Tod 1941 lebte er unter materiell beengten Verhältnissen in seinem Geburtsort Ommersheim. Hofmann engagierte sich im Katholischen Lehrerverein der Pfalz.
Nach Hofmann ist die Hermann-Hofmann-Straße in Ludwigshafen am Rhein benannt.

## Partei
Hofmann gehörte dem Zentrum an und war mehrere Jahre Vorsitzender der Jugendorganisation Windthorstbund in Ludwigshafen am Rhein. Auch nach Verselbständigung des bayerischen Landesverbandes, die Pfalz gehörte damals zu Bayern, als Bayerische Volkspartei, blieb er weiter Zentrumsmitglied und gehörte dem Gesamtvorstand der Partei an. In den 1920er Jahren war er maßgeblich an der Wiedergründung des Zentrums in der Pfalz beteiligt, dessen Vorsitzender er wurde.

## Abgeordneter
1911 bis 1933 gehörte Hofmann dem Stadtrat von Ludwigshafen am Rhein an. 1919/20 war er bayerischer Landtagsabgeordneter und 1919 bis 1933 zunächst Mitglied der Nationalversammlung und dann des Reichstags. Er schloss sich, obwohl in der Pfalz zunächst als BVP-Abgeordneter gewählt, der Zentrum-Fraktion an.

## Veröffentlichungen
- Bei den Pfälzern im Banat, Aschendorff’sche Verlagsbuchhandlung, Münster in Westfalen 1930.